# Smarino
Si definisce smarino l'insieme dei detriti (sia terre sciolte, o frammenti rocciosi) provenienti dai lavori di scavo di gallerie, minitunnel e microtunnel, cave e miniere. Lo smarino di miniera riguarda la frazione di roccia disgregata che non contiene il minerale oggetto della coltivazione mineraria oppure che lo contiene in minime percentuali, inferiori a quelle richieste per un recupero economico del minerale dal detrito stesso.
Durante la realizzazione di uno scavo le operazioni di smarino possono essere suddivise i due momenti principali:
- la raccolta e il caricamento della roccia demolita;
- il trasporto del materiale dal fronte di scavo direttamente fuori dell'area di escavazione.

A seconda della dimensione dell'area di escavazione, le operazioni di caricamento possono essere effettuate con pale gommate/cingolate a carico frontale, escavatori standard o particolari congiuntamente ai normali dumpers, pale su binario (in piccole gallerie),ecc.
Il trasporto verso l'esterno del materiale può avvenire attraverso mezzi gommati (dumpers), su vagoni, o mediante nastro trasportatore.
In presenza di materiali molto sciolti e/o mescolati a fanghi bentonitici, si può procedere al pompaggio verso l'esterno.
Ai sensi della vigente normativa sulla gestione delle rocce da scavo (D.Lgs n. 152/2006 Archiviato il 9 febbraio 2010 in Internet Archive. e s.m.i.), lo smarino, se non contaminato da inquinanti può essere riutilizzato, senza trasformazioni preliminari.
, per rinterri, riempimenti, rilevati, rimodellazioni, ecc.; lo smarino può essere utilizzato anche nei processi industriali in sostituzione dei materiali di cava nel rispetto delle condizioni fissate dalla normativa di riferimento.
Se inquinato o non riutilizzato per le lavorazioni previste dalla normativa, lo smarino è considerato un rifiuto e come tale è sottoposto alle disposizioni della normativa in materia di rifiuti.